# Траут, Уолтер
Уо́лтер Тра́ут (англ. Walter Trout; род. 6 марта 1951) — американский блюзовый гитарист и автор-исполнитель. По результатам опроса ведущего BBC Radio 1 Боба Харриса Траут разделил с Брайаном Мэйем 6 место в списке 20-ти величайших гитаристов.

## Биография
Уолтер Траут родился в Ошен-Сити, в штате Нью-Джерси, 6 марта 1951 года. В 1969 году начал выступать в родном Джерси, а в начале 1970-х переехал в Лос-Анджелес, где аккомпанировал Перси Мэйфилду и Дикону Джонсу, а также играл в составе групп Джона Ли Хукера и Джо Текса. В 1981 году был принят в Canned Heat на место гитариста, но вскоре покинул коллектив, примкнув к John Mayall & the Bluesbreakers.
В 1989 году Траут начал сольную карьеру, сформировав собственный проект Walter Trout Band. Коллектив с успехом гастролировал по Северной Америке, Европе и Индии. В 1998 году он был переименован в Walter Trout and the Free Radicals, а чуть позже — в Walter Trout and the Radicals. В 2001 году от названия осталось только имя лидера — Walter Trout.
В 2006 году Уолтер реализовал давнюю мечту о работе над альбомом совместно с наиболее почитаемыми им музыкантами. Этой записью стала пластинка Full Circle, подготовленная при участии Джона Мейолла, Джефа Хили, Джо Бонамасса и другие. Альбом достиг 2-й строчки в хит-параде Top Blues Albums журнала Billboard. Приблизится к успеху Full Circle удалось только альбому 2012 года Blues For The Modern Daze, занявшему в Top Blues Albums 4-е место.

## Дискография
Walter Trout Band
- 1989 — Life in the Jungle
- 1990 — Prisoner of a Dream
- 1992 — Transition
- 1992 — No More Fish Jokes
- 1994 — Tellin' Stories
- 1995 — Breaking The Rules
- 1997 — Positively Beale St.
- 1998 - "Walter Trout"
- 1999 — Livin' Every Day

Walter Trout and the Free Radicals
- 2000 — Live Trout

Walter Trout and the Radicals
- 2001 — Go The Distance
- 2003 — Relentless

Walter Trout
- 2006 — Full Circle
- 2008 - "The Outsider"
- 2009 — Unspoiled By Progress
- 2010 — Common Ground
- 2012 — Blues For The Modern Daze